# Olfen

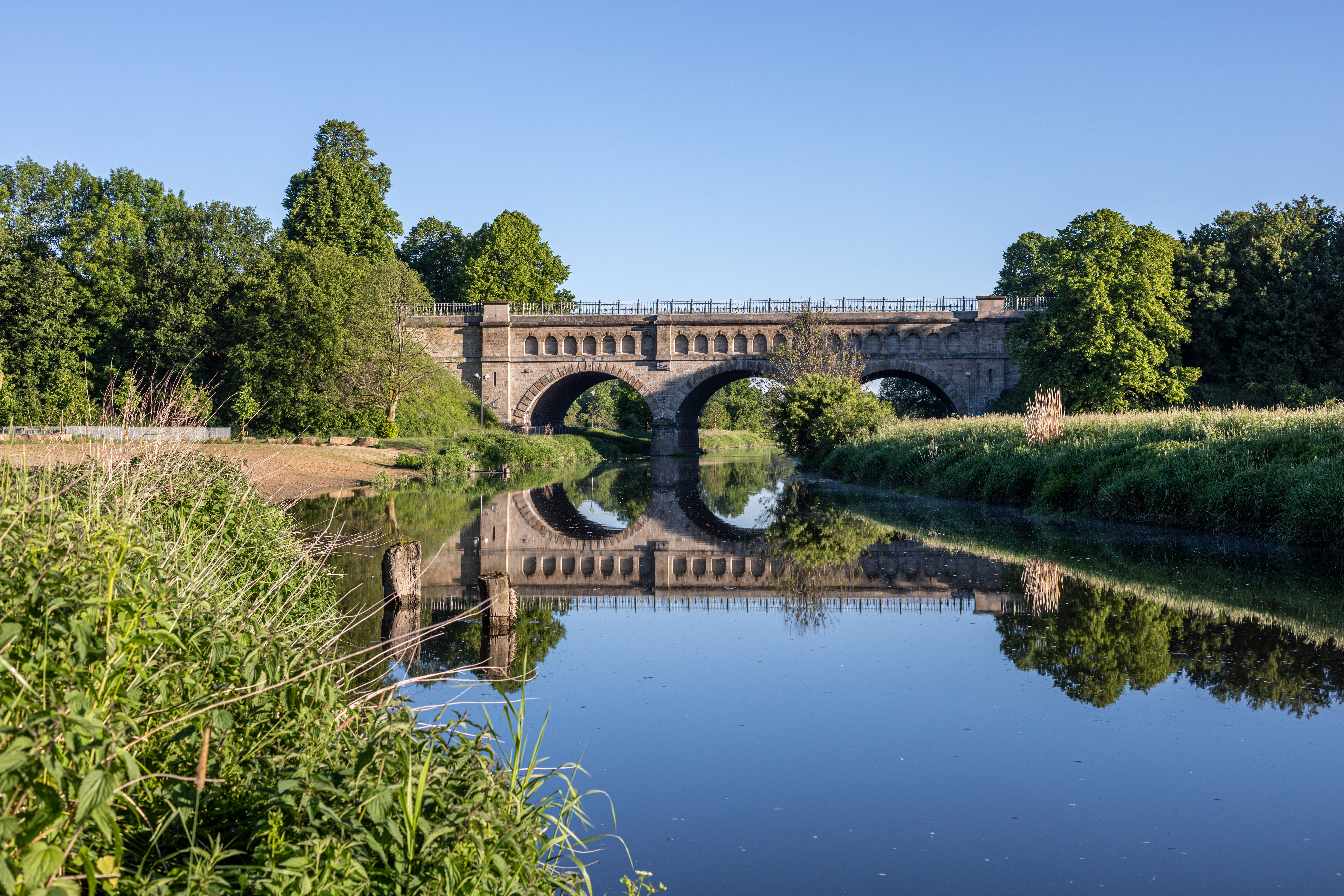
Le Dreibogenbrücke, vu du sud-est, à Olfen. Juin 2021.

Olfen est une ville de Rhénanie-du-Nord-Westphalie (Allemagne), située dans l'arrondissement de Coesfeld, dans le district de Münster, dans le Landschaftsverband de Westphalie-Lippe.